# Narva
Narva (în germană Narwa) este un oraș situat în partea de nord-est a Estoniei în regiunea Ida-Viru, pe râul omonim, vis-a-vis de orașul rusesc Ivangorod. Punct de frontieră. La recensământul din 2000, orașul avea o populație de 68.680 locuitori. 
Cetatea din localitate (Castelul Hermann) a fost construită de danezi în secolul al XIV-lea, pentru ca mai târziu (23 august 1346) să fie cumpărat de către teutoni.